# Leone Barbaro
Leone Maria Barbaro (Roma, 20 de octubre de 1993) es un deportista italiano que compitió en remo. Ganó tres medallas en el Campeonato Mundial de Remo entre los años 2013 y 2017.

## Palmarés internacional
| Campeonato Mundial | Campeonato Mundial        | Campeonato Mundial | Campeonato Mundial        |
| Año                | Lugar                     | Medalla            | Prueba                    |
| ------------------ | ------------------------- | ------------------ | ------------------------- |
| 2013               | Chungju (Corea del Sur)   | Medalla de oro     | Ocho con timonel ligero   |
| 2014               | Ámsterdam (Países Bajos)  | Medalla de plata   | Ocho con timonel ligero   |
| 2017               | Sarasota (Estados Unidos) | Medalla de oro     | Cuatro sin timonel ligero |